# Pherusella flabellaris
Pherusella flabellaris is een mosdiertjessoort uit de familie van de Pherusellidae. De wetenschappelijke naam van de soort is voor het eerst geldig gepubliceerd in 1890 door Kirkpatrick.